# Фикусы-душители
Фи́кусы-души́тели, или фи́ги-души́тели, — общее название нескольких видов тропических и субтропических растений, которых объединяет специфический «душащий» образ жизни. Помимо ряда видов из рода Фикус (лат. Ficus), подобную жизненную форму могут иметь и представители других таксонов. Такой образ жизни является адаптацией к существованию в тёмных тропических лесах в условиях острой конкуренции за свет.

## Образ жизни
Растения являются полуэпифитами, то есть начинают свою жизнь как эпифиты, когда их семена, чаще всего распространяемые птицами, прорастают в трещинах в коре других деревьев. Потом молодое растение опускает корни вниз, чтобы они достигли земли. Постепенно оно обвивает своими побегами ствол растения-хозяина, стремясь подняться выше лесного полога, где больше света. Хозяин, не выдержав этого, умирает, и тогда душитель становится словно бы колоннообразным «деревом» с полым центром, поскольку ствол погибшего дерева-хозяина постепенно разрушается.

## Виды
К фикусам-душителям относят виды:
- Ficus aurea — фикус золотистый
- Ficus barbata
- Ficus benghalensis — фикус бенгальский, или баньян
- Ficus citrifolia
- Ficus gibbosa
- Ficus macrophylla — Фикус крупнолистный
- Ficus obliqua
- Ficus virens
- Ficus watkinsiana
- Metrosideros robusta[источник не указан 990 дней]